# Argonauta argo
Argonauta argo är en bläckfiskart som beskrevs av Linnaeus 1758. Argonauta argo ingår i släktet Argonauta, och familjen Argonautidae. Inga underarter finns listade.

## Bildgalleri

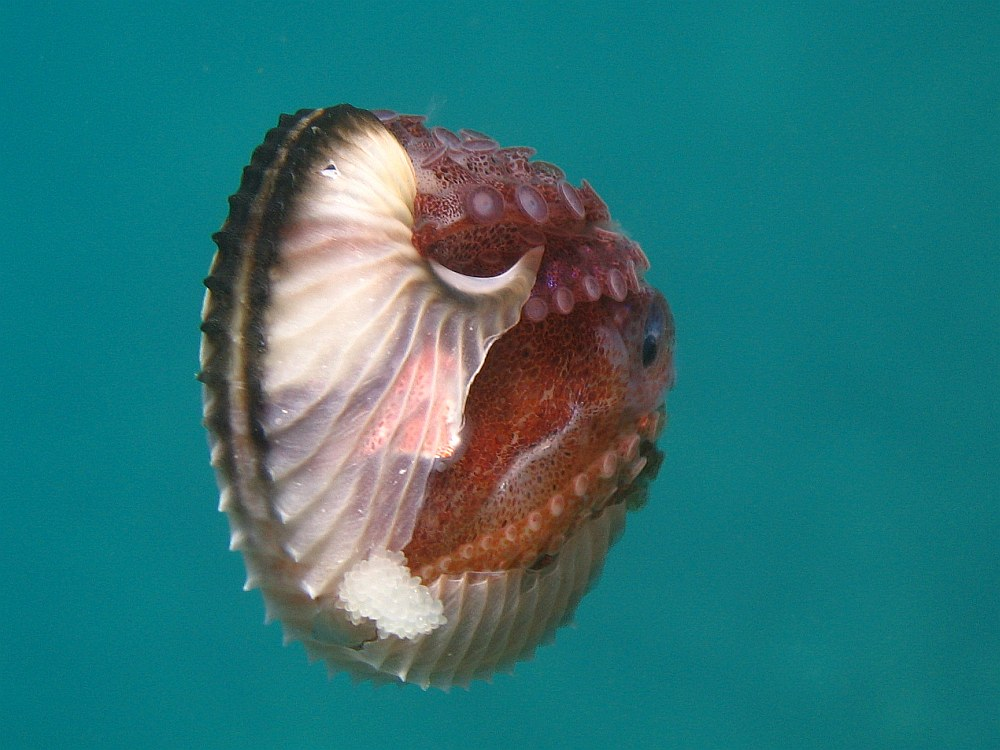
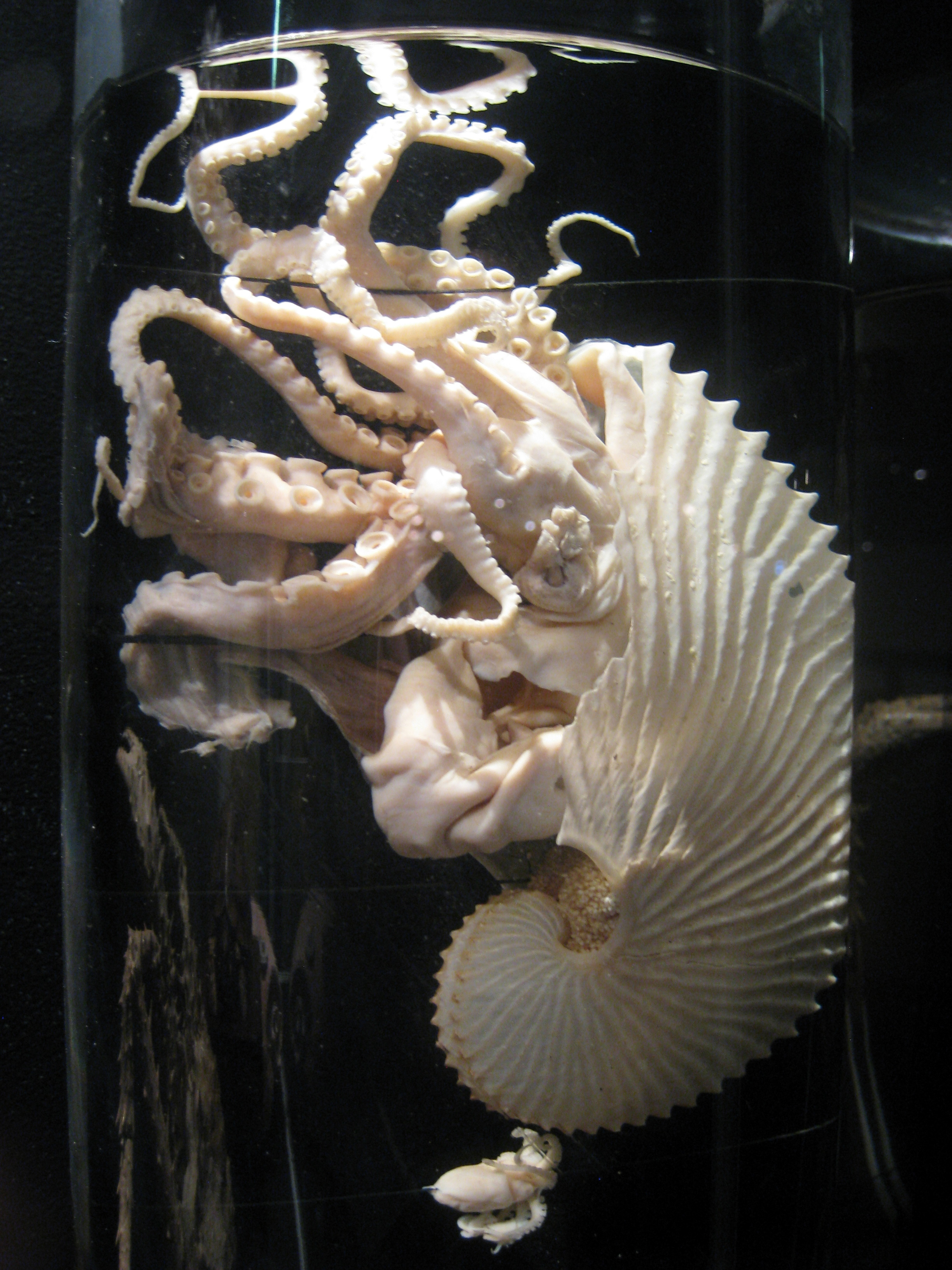
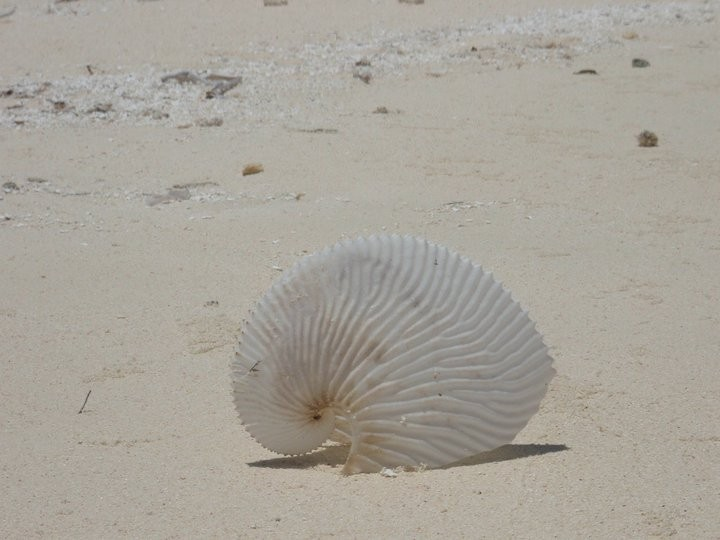
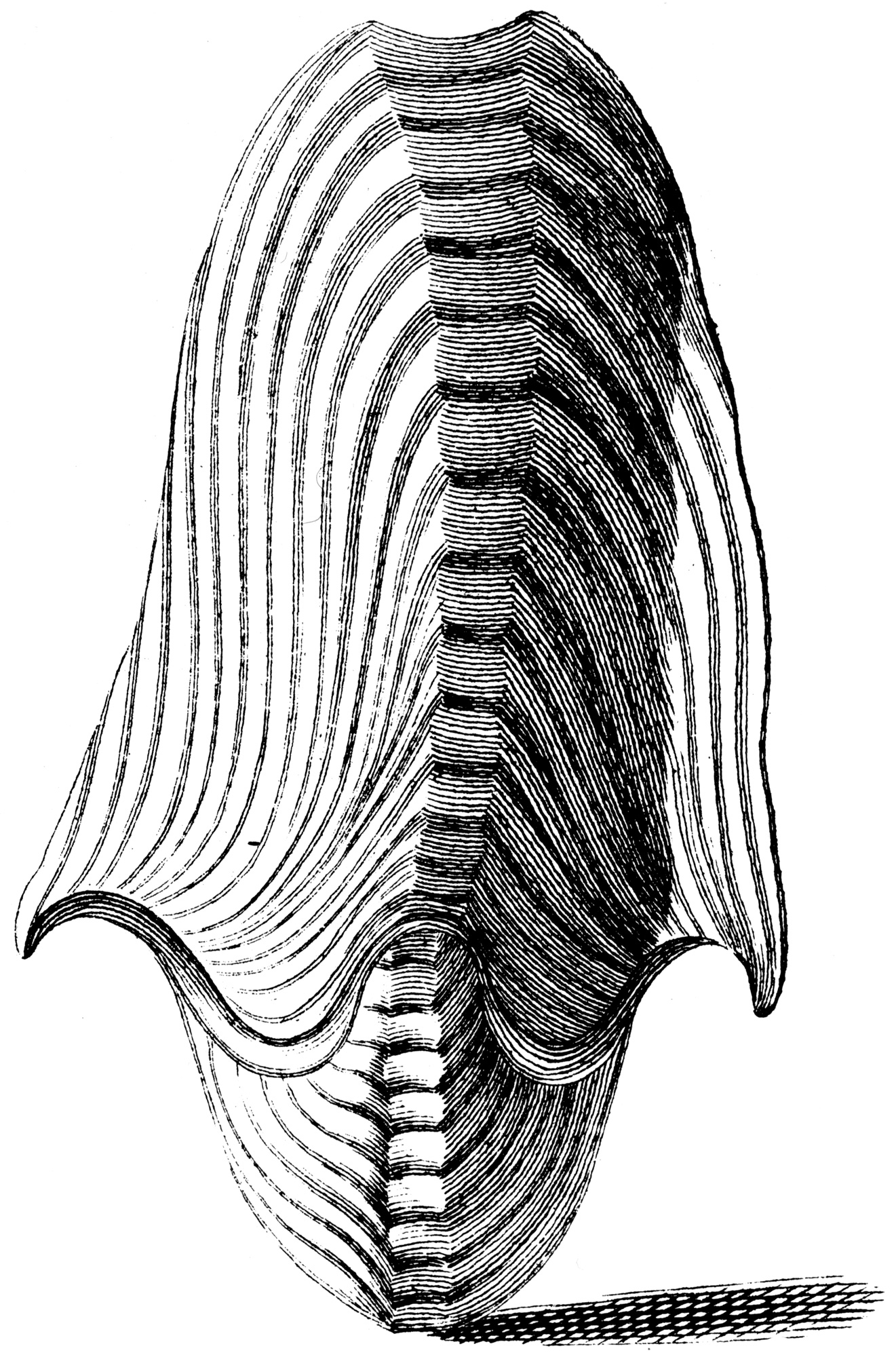
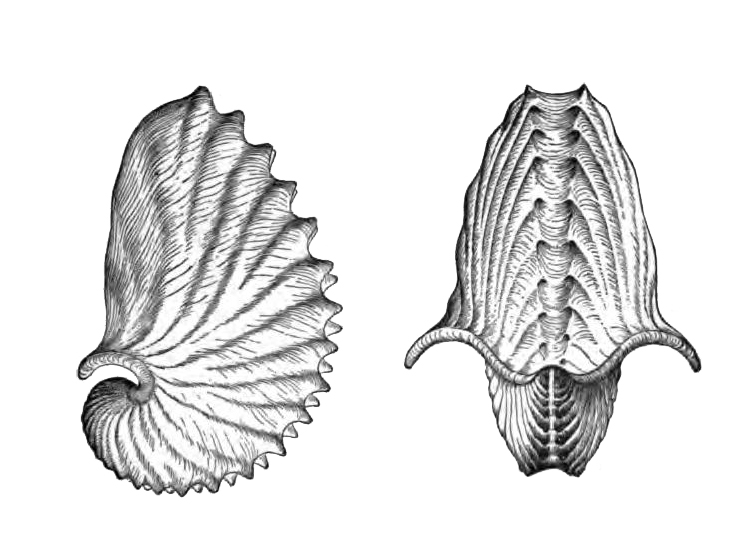
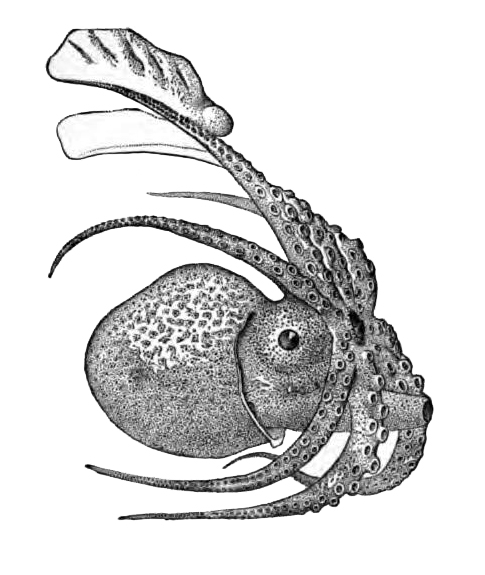